# حسين أبو حمد
حسين أبو حمد (1948 - 22 ديسمبر 2000) ممثل أردني لعب بطولة عدد كبير من مسلسلات الدراما الأردنية خاصة البدوية منها، كما شارك في بطولة البرنامج التعليمي المناهل، ودوبلاج العديد من مسلسلات الرسوم المتحركة كمسلسل صاحب الظل الطويل. شارك في بطولة عدد المسرحيات كمسرحية الكرسي 1973 ومسرحية طريق السلامة 1981 ومسرحية يا أنا ياهو عام 1984. وكان عضواً في رابطة الفنانين الأردنيين.

## أهم أعماله
- السقاية - مسلسل 2001 بدور المختار
- الأخدود - مسلسل 2000
- خيمة على الطريق - مسلسل 1996
- شهناز في بلاد الألغاز - مسلسل 1995
- تعاليل - مسلسل 1993
- مغامرات سنبل - رسوم متحركة 1993
- الزمن المر - مسلسل 1992
- صاحب الظل الطويل - رسوم متحركة 1990 بدور جيفرز بندلتون
- بيف وهيركول - رسوم متحركة 1989 بدور نرفوز
- وشم على جدار الزمن - مسلسل 1987
- زهرة الجبل - رسوم متحركة 1987
- الثغرة - مسلسل 1987
- المناهل - مسلسل 1987
- زيكو العجيب - رسوم متحركة 1986
- فارس الفتى الشجاع - رسوم متحركة 1986 - بدور (شمس)
- محاكم بلا سجون - مسلسل 1985 (ج1)
- وادي الجرف - مسلسل 1985
- القرار الصعب مسلسل 1985 بدور (ابو حامد)
- شعراء المعلقات - مسلسل 1982 بدور (عمرو بن هند)
- المعتمد بن عباد - مسلسل 1982 بدور (المأمون)
- عز الدين القسام - مسلسل 1981 بدور (رشيد)
- حارة أبو عواد - مسلسل (ج1) 1981، بدور خالد
- أبطال الفضاء - رسوم متحركة
- التنين الصغير - رسوم متحركة
- طرفة بن العبد - مسلسل 1982 بدور (عمرو بن هند)
- سفير الطبيعة - رسوم متحركة
- الأيام السعيدة - رسوم متحركة
- جول وجولي - رسوم متحركة
- قرية التوت - رسوم متحركة
- فيردي - رسوم متحركة (الجزء الأول)
- بانشو الظريف - كرتون
- رمال لا تموت - مسلسل
- اللغز البدوي - مسلسل
- آخر المطاف - مسلسل